# Sylvi Palo
Sylvi Sanelma Palo, född Sakki (ursprungligen Brännäs) 26 mars 1911 i Myllykoski, död 25 maj 1987 i Helsingfors, var en finländsk skådespelare.
Palo var dotter till Matti Sakki och Helena Sippola. Hon var verksam vid Sörnäs arbetarteater 1929–1931, Björneborgs teater 1931–1932, Helsingfors arbetarteater 1932–1933 och Helsingfors folkteater 1933–1947. Mellan 1936 och 1952 medverkade hon i fjorton filmer.

## Filmografi
- Vaimoke, 1936
- Och under låg den brinnande sjön, 1937
- Sången om den eldröda blomman, 1938
- Hätävara, 1939
- Lapseni on minun..., 1940
- Timmerkungens son, 1940
- Var är min dotter?, 1940
- Perheen musta lammas, 1941
- Täysosuma, 1941
- Puck, 1942
- Hans största seger, 1944
- Suomisen Olli yllättää, 1945
- Menneisyyden varjo, 1946
- Silmät hämärässä, 1952